# Real Gone (canción)
«Real Gone» —en español: «Ida real»— es una canción escrita por Sheryl Crow y John Shanks para la película de 2006 Disney·Pixar Cars . La versión de Crow de la canción es el segundo sencillo del álbum oficial de la banda sonora de la película Cars (banda sonora).
La canción llegó al puesto 76 en la lista de sencillos "Billboard" Pop 100, así como al número 1 en la lista de singles "Billboard" Bubbling Under Hot 100.
Según la partitura publicada en MusicNotes.com, la canción está escrita en la clave de Do mayor (grabada un semitono más bajo en Si mayor).

## Listas
| Lista (2006)                     | Posición |
| -------------------------------- | -------- |
| Billboard Bubbling Under Hot 100 | 1        |
| US Pop 100 (Billboard)           | 76       |

## Covers

### Versión de Billy Ray Cyrus
El cantante de country Billy Ray Cyrus hizo un cover de la canción del álbum Disneymania 6. Se convirtió en un video musical dirigido por Trey Fanjoy. Fue lanzado como sencillo digital sólo el 18 de junio de 2008, después de aparecer en el álbum recopilatorio "Country Sings Disney". La canción también está disponible en su álbum de 2009 Back to Tennessee.

### Versión de Honor Society
El grupo de pop / rock Honor Society hizo una versión de la canción para Disneymania 7. Fue lanzado como single digital el 9 de marzo de 2010. [cita requerida]